# 大勢
大勢（たいせい、本名：翁田 大勢〈おうた たいせい〉、1999年6月29日 - ）は、兵庫県多可郡八千代町（現：多可町）出身のプロ野球選手（投手）。右投右打。読売ジャイアンツ所属。

## 経歴

### プロ入り前
多可町立八千代北小学校（現在の多可町立八千代小学校）1年の時に軟式の「八千代少年野球クラブ」で野球を始める。多可町立八千代中学校ではボーイズリーグの氷上ボーイズでプレーした。
兵庫県立西脇工業高等学校では1年春からベンチ入り。2年夏の兵庫県大会4回戦（2016年7月22日）では後に同僚となる平内龍太を擁する神戸国際大学附属高等学校と対戦、「4番・左翼手」で出場して3回裏に平内から逆転適時打を放ったが、チームはその後延長戦で敗れた。2年秋からエースとなったものの、最高成績は3年夏の県大会ベスト16で甲子園出場経験はなかった。高校3年時にプロ志望届を提出したがドラフト指名はなく、関西国際大学人間科学部経営学科へ進学した。
大学では硬式野球部に入部。2年春から阪神大学野球連盟1部リーグ戦に出場。リーグ戦の通算成績は4勝3敗だった。2020年3月、阪神タイガース二軍との練習試合で4回を3安打2失点5奪三振に抑えて注目を集めた。
2021年10月11日に行われたドラフト会議では、4球団競合となった隅田知一郎の抽選を外した読売ジャイアンツから1位指名を受けた。10月22日、阪神大学野球連盟から秋季リーグの個人表彰選手が発表され、特別賞を受賞した。
11月15日、契約金1億円プラス出来高払い5000万円、年俸1600万円（金額は推定）で仮契約を結んだ。背番号は15。なお登録名は、苗字の発音が似通っている太田龍が在籍しており混同の恐れがあるとして、監督の原辰徳の提案もあり「大勢」となった。
これについて、一部メディアは「巨人では初めて苗字を除いた名前のみを登録名にした日本人選手である」と報じたが、実際には奈良県生まれで日本国籍を持つマイケル中村（NPB登録の本名は「中村マイケル」）が巨人在籍時に登録名を「MICHEAL」としていた前例がある。

### 巨人時代
2022年は二軍キャンプスタートが決定していたが、1月27日に新型コロナウイルス陽性となり、隔離期間を経て2月5日に三軍キャンプに合流した。2月24日に一軍キャンプに合流すると、3月3日には埼玉西武ライオンズとのオープン戦で実戦デビュー。1回を無安打無失点に抑えると、同7日の北海道日本ハムファイターズとのオープン戦では直球の球速が自己最速となる158km/hを記録。その後も安定した投球を続け、最終的にオープン戦は7試合の登板で防御率1.29を記録し、桑田真澄投手チーフコーチの「フォーム的に先発向きではない」という判断や、大勢自身が抑え志望であること、前年抑えを務めたチアゴ・ビエイラが4試合の登板で防御率16.88と絶不調で二軍調整になったこともあり、開幕を抑え投手として迎えた。3月25日に行われた中日ドラゴンズとの開幕戦（東京ドーム）では、2点リードの9回表に登板し、二死満塁のピンチを招いたものの無失点に抑え、開幕戦でセーブを記録した。新人の初登板初セーブは2021年の栗林良吏（広島東洋カープ）以来、史上6人目（2年目以降に記録した選手も含めると9人目）で、開幕戦に限ると1982年の山沖之彦（阪急ブレーブス）以来、40年ぶり2人目となった。さらに、翌日の同カードでもセーブを記録し、史上初となる新人による開幕から2試合連続セーブを達成。4月6日の広島戦（MAZDA Zoom-Zoom スタジアム広島）では、史上初となる初登板から7試合連続セーブを記録し、開幕11試合目にして角三男の球団新人最多セーブに並んだ。その後は同9日の東京ヤクルトスワローズ戦（東京ドーム）でプロ初勝利を記録すると、同19日の広島戦（東京ドーム）では、開幕21試合目にして10セーブ目を記録した。開幕21試合目で10セーブに到達するのは藤川球児（19試合）に次ぎ、ラファエル・ドリス、松井裕樹に並んで史上2番目の早さ。また、4月19日に達成するのは、藤川（4月20日）よりも早く、史上最も早い日に10セーブ到達となった。5月8日のヤクルト戦（東京ドーム）では、1点リードの9回に登板するも山崎晃大朗に逆転打を打たれ、プロ初黒星を喫したが、シーズンを通してセーブ機会失敗はこの試合のみだった。6月4日の千葉ロッテマリーンズ戦では12球団最速となる20セーブ目を記録。チーム60試合目での20セーブ到達は1993年の石毛博史、2013年の西村健太朗の72試合を更新する球団最速記録であると同時に、新人記録でもある1990年の与田剛の68試合も更新した。7月6日には、オールスターゲームにはセントラル・リーグ抑え投手部門で、巨人の新人では史上初めてファン投票1位に選出されたが、同20日に新型コロナウイルス感染症の陽性判定を受けたことにより、出場を辞退した。その後、8月7日に復帰すると、同26日の広島戦（マツダ）で、新人史上4人目となる30セーブを達成した。最終的には57試合に登板して1勝3敗37セーブ8ホールド、防御率も2.05を記録、シーズン終了後は11月に開催される侍ジャパンの強化試合メンバーに選出された。11月25日に行われたプロ野球の年間表彰式「NPB AWARDS 2022」では、2022シーズンのセ・リーグ最優秀新人選手賞を受賞。12月3日に推定年俸5700万円で契約を更改した。
2023年はWBCを終えてチームに再合流した後のレギュラーシーズン開幕戦ではセーブシチュエーションながら登板機会はなく、開幕2試合目ではベンチ入りメンバーからも外れた。このことについて監督の原辰徳は大勢のコンディションが良くないことを示唆していた。開幕3試合目となる4月2日の対中日戦（東京ドーム）で同年のシーズン初登板・初セーブを記録した。その後は順調に登板を重ねていたが、6月30日に右上肢のコンディション不良で登録を抹消された。そこまでの成績は2勝0敗14セーブ、防御率3.00であった。2か月半後の9月16日に一軍へ再昇格するが、3試合を投げ2.0回5失点と精彩を欠いた。最終的に27試合に登板し3勝0敗14セーブ、防御率4.50でシーズンを終え、オフに100万円減の推定年俸5600万円で契約を更改した。
2024年はキャンプ序盤で右ふくらはぎ痛のため一時帰京し、3月中旬までファームで調整するが、イースタン・リーグで2試合登板した後にオープン戦の東北楽天ゴールデンイーグルス戦より一軍に再合流し開幕に間に合う。4月4日の中日戦（バンテリンドーム ナゴヤ）では、2点リードの9回から登板し、第2打者の6球目に160km/hのストレートを投げ、自己最速記録を更新した。その後の第3打者の1球目でも160km/hのストレートを投げ三者凡退に抑え、シーズン初セーブを記録した。4月27日までの10試合で7セーブを記録するも、5月3日の阪神タイガース戦で2/3回1失点で降板した後、右肩の違和感を訴え翌日に登録抹消となった。6月19日に二軍で実践復帰すると6月30日に再度出場選手登録され、同日の広島戦に6番手として58日ぶりに登板。安打と連続四球で二死満塁のピンチを招くも無失点で切り抜け、64日ぶり同年8セーブ目を記録した。7月9日、同年15度目のリリーフ登板で10セーブ目を挙げ、新人だった2022年から3年連続の2桁セーブを達成。新人から3年連続2桁セーブは球団初の快挙である。9月12日の広島戦と9月27日の中日戦では回跨ぎもこなした上、復帰後は32試合を投げて2失点22セーブと非常に安定感のある投球を続け、チームの躍進に貢献した。そして9月28日の広島戦では7点リードの9回二死の場面で登板し、1安打を許すも後続をセカンドゴロに打ち取ってチームのリーグ優勝を決め、胴上げ投手となった。最終的には43試合の登板で1勝2敗29セーブ、防御率0.88、奪三振率11.85を記録した。11月27日、3400万円増となる推定年俸9000万円で契約を更改した。
2025年は前年防御率1.09、通算166セーブを誇るライデル・マルティネスが新加入したことに伴い、8回に配置転換された。開幕から5月24日時点までで19試合の登板で防御率1.37、13ホールドと好調を維持する一方で、5勝を記録するなど勝ち運に恵まれていた。6月に入ると2敗を喫した。

## 代表経歴
2023年1月26日に2023 ワールド・ベースボール・クラシックに出場する日本代表のメンバーに選出された。背番号はチームと同じ15。本戦では1次ラウンドPOOL B(東京ラウンド)対オーストラリア戦（3月12日）に7回裏から3番手として登板。1回13球を投げ、打者3人に対し被安打1、奪三振1、無失点に抑えた。続いて準々決勝の対イタリア戦（3月16日）で6点リードの9回に登板。1回21球、打者5人を相手に被安打2、奪三振1、無失点に抑え、準決勝進出を決めた。決勝ラウンドではフロリダ州マイアミのローンデポ・パークで行われた準決勝対メキシコ戦（3月21日）で1点ビハインドの9回表に登板。1回12球、打者4人に対し被安打0、奪三振1、死球1、無失点に抑えた。直後の9回裏に日本代表がサヨナラ勝ちを収めたため、勝ち投手となった。翌日に行われた決勝の対アメリカ戦では2点リードの7回表に登板した。1回13球、打者4人に対し被安打1・四球1・無失点に抑えた。
2024年10月9日に2024 WBSCプレミア12の日本代表のメンバーに選出された。背番号は15。

## 選手としての特徴
サイドスローで、シュート回転しながら伸びていく最速160km/hのストレートが最大の武器。
変化球はフォーク、チェンジアップ、スライダーを持ち球としている。
入団当初は先発としての役割を期待されていたが、ルーキーイヤーに一軍投手コーチを務めていた桑田真澄は大勢の投球スタイルから「先発では身体がもたない」と判断、クローザーとしての起用を監督の原辰徳に進言し、それが受け入れられた。
ルーキーイヤーは投球時にかかとを一度浮かせて体重移動を行うヒールアップで投球していた。江川卓なども取り入れていた投球フォームで、ストレートに球威をもたらしていたが、2023年シーズンに不調に陥ったことをきっかけにヒールアップを封印。
フォームや投球スタイルから林昌勇に似ていると評価する声がある。
その能力の高さから、入団1年目にして「NPB史上初となる新人王&最多セーブ投手のダブルタイトル獲得も夢ではない」、「巨人の守護神」と認められた。
2023年の不調は複合的な要因が重なった、WBCへの参加なども原因となったと推測されるが、2022年はコロナウイルス特例措置により7月19日から8月6日にかけて一軍から離脱（オールスターも辞退）。9月中旬に1度3連投を解禁したのみだったが、一方で8月末から9月上旬にかけて11日で7登板するなど登板ペースが非常に不規則になった結果、12球団で2桁セーブを挙げた投手では岩崎優と並び最多タイとなる57試合に登板している。この年は桑田コーチが3連投を封印したことが話題となり、大勢自身も桑田への感謝を口にしている。

## 人物
「大勢」という名前は出産予定日から2週間ほど遅れて誕生し、大勢の人に「まだか、まだか」と見守られながら生まれたことから名付けられた。
6学年上の姉は陸上競技選手の翁田あかり。
4学年上の兄・勝基は、西脇工業が2013年夏に甲子園に春夏通じて初出場した時のエース右腕。
祖父と父は巨人ファンだが本人は関西出身ということもあり、幼少期から阪神タイガースファンである。
大勢の母は熱烈な中日ドラゴンズファンであり、大島洋平の大ファンである。「（もしも対戦が実現した時は）とにかく当てんとってよ」と言われていたが、プロ初登板で早速対戦が実現した。
チームメイトの高梨雄平が「大勢はガチ」とTwitter上で呟いたことがきっかけで、「#大勢はガチ」というハッシュタグがファンの間で流行。大勢自身の活躍に伴い、球団の公式Twitterでも使用される様になった他、応援グッズにも取り入れられる程の浸透を見せている。
2023年に行われたWBCの日本代表に選出された際、ラーズ・ヌートバーの影響でチームに浸透した「ペッパーミル・パフォーマンス」ではなく塩を振りかけるようなパフォーマンスをベンチで行った。このパフォーマンスをきっかけに、上記の「#大勢はガチ」になぞらえた「#大勢は塩」というハッシュタグがTwitter上で生まれ、読売ジャイアンツの公式グッズも作られた。
同級生である阪神タイガースの湯浅京己とは2022年オフに日本代表の強化試合でチームメイトとなって以来親交が深い。この仲の良さはメディアやSNSでもたびたび話題となっており、湯浅が好投した際に下の名前と掛けて使われる「アツアツ」というフレーズと上述の「大勢はガチ」を組み合わせて「ガチアツコンビ」と呼称されることも多い。
高校時代の同級生に2020年東京オリンピック女子1500m8位入賞の田中希実がいる。

## 詳細情報

### 年度別投手成績
| 年 度     | 球 団     | 登 板 | 先 発 | 完 投 | 完 封 | 無 四 球 | 勝 利 | 敗 戦 | セ 丨 ブ | ホ 丨 ル ド | 勝 率 | 打 者 | 投 球 回 | 被 安 打 | 被 本 塁 打 | 与 四 球 | 敬 遠 | 与 死 球 | 奪 三 振 | 暴 投 | ボ 丨 ク | 失 点 | 自 責 点 | 防 御 率 | W H I P |
| --------- | --------- | ----- | ----- | ----- | ----- | -------- | ----- | ----- | -------- | ----------- | ----- | ----- | -------- | -------- | ----------- | -------- | ----- | -------- | -------- | ----- | -------- | ----- | -------- | -------- | ------- |
| 2022      | 巨人      | 57    | 0     | 0     | 0     | 0        | 1     | 3     | 37       | 8           | .250  | 221   | 57.0     | 38       | 7           | 13       | 0     | 3        | 60       | 1     | 0        | 17    | 13       | 2.05     | 0.89    |
| 2023      | 巨人      | 27    | 0     | 0     | 0     | 0        | 3     | 0     | 14       | 1           | 1.000 | 116   | 26.0     | 26       | 4           | 11       | 0     | 1        | 34       | 1     | 0        | 13    | 13       | 4.50     | 1.42    |
| 2024      | 巨人      | 43    | 0     | 0     | 0     | 0        | 1     | 2     | 29       | 5           | .333  | 161   | 41.0     | 28       | 0           | 8        | 2     | 0        | 54       | 1     | 0        | 4     | 4        | 0.88     | 0.88    |
| 通算：3年 | 通算：3年 | 127   | 0     | 0     | 0     | 0        | 5     | 5     | 80       | 14          | .500  | 498   | 124.0    | 92       | 11          | 32       | 2     | 4        | 148      | 3     | 0        | 34    | 30       | 2.18     | 1.00    |

- 2024年度シーズン終了時

### WBSCプレミア12での投手成績
| 年 度 | 代 表 | 登 板 | 先 発 | 勝 利 | 敗 戦 | セ ｜ ブ | 打 者 | 投 球 回 | 被 安 打 | 被 本 塁 打 | 与 四 球 | 敬 遠 | 与 死 球 | 奪 三 振 | 暴 投 | ボ ｜ ク | 失 点 | 自 責 点 | 防 御 率 |
| ----- | ----- | ----- | ----- | ----- | ----- | -------- | ----- | -------- | -------- | ----------- | -------- | ----- | -------- | -------- | ----- | -------- | ----- | -------- | -------- |
| 2024  | 日本  | 4     | 0     | 0     | 0     | 2        | 15    | 4.0      | 4        | 0           | 0        | 0     | 0        | 3        | 1     | 0        | 1     | 0        | 0.00     |

### WBCでの投手成績
| 年 度 | 代 表 | 登 板 | 先 発 | 勝 利 | 敗 戦 | セ ｜ ブ | 打 者 | 投 球 回 | 被 安 打 | 被 本 塁 打 | 与 四 球 | 敬 遠 | 与 死 球 | 奪 三 振 | 暴 投 | ボ ｜ ク | 失 点 | 自 責 点 | 防 御 率 |
| ----- | ----- | ----- | ----- | ----- | ----- | -------- | ----- | -------- | -------- | ----------- | -------- | ----- | -------- | -------- | ----- | -------- | ----- | -------- | -------- |
| 2023  | 日本  | 4     | 0     | 1     | 0     | 0        | 16    | 4.0      | 4        | 0           | 1        | 0     | 1        | 3        | 0     | 0        | 0     | 0        | 0.00     |

### 年度別守備成績
| 年 度 | 球 団 | 投手  | 投手  | 投手  | 投手  | 投手  | 投手     |
| 年 度 | 球 団 | 試 合 | 刺 殺 | 補 殺 | 失 策 | 併 殺 | 守 備 率 |
| ----- | ----- | ----- | ----- | ----- | ----- | ----- | -------- |
| 2022  | 巨人  | 57    | 4     | 9     | 0     | 0     | 1.000    |
| 2023  | 巨人  | 27    | 1     | 5     | 3     | 0     | .667     |
| 2024  | 巨人  | 43    | 1     | 7     | 0     | 0     | 1.000    |
| 通算  | 通算  | 127   | 6     | 21    | 3     | 0     | .900     |

- 2024年度シーズン終了時
- 各年度の太字はリーグ最高

### 表彰
- 新人王（2022年）
- 東京ドームMVP：1回（2022年）

### 記録
初記録
- 初登板・初セーブ：2022年3月25日、対中日ドラゴンズ1回戦（東京ドーム）、9回表に5番手で救援登板・完了、1回無失点 ※初登板初セーブは日本人では史上9人目、新人では史上6人目、球団史上初、新人が開幕戦で記録するのは山沖之彦以来史上2人目[21]
- 初奪三振：同上、9回表に平田良介から空振り三振
- 初勝利：2022年4月9日、対東京ヤクルトスワローズ5回戦（東京ドーム）、10回表に4番手で救援登板・完了、1回無失点[26]
- 初ホールド：2022年6月29日、対中日ドラゴンズ14回戦（ヨーク開成山スタジアム）、9回表に5番手で救援登板、1回無失点

その他の記録
- 新人投手開幕戦から2試合連続セーブ ※史上初[23]
- 初登板から7試合連続セーブ ※史上初[25]
- 新人シーズン30セーブ ※史上4人目[33]
- シーズン37セーブ：2022年10月2日 ※新人最多タイ記録（山﨑康晃、栗林良吏に次ぐ3人目）
- オールスターゲーム選出：1回 ※2022年に選出されたが、新型コロナウイルス感染のため出場辞退[82]

### 背番号
- 15（2022年[10][11] - ）

### 登録名
- 大勢（たいせい、2022年[12][14] - ）

### 登場曲
- 「炎の呼吸 壱ノ型 不知火、炎の呼吸 弐ノ型 昇り炎天」（アニメ『劇場版「鬼滅の刃」無限列車編』サウンドトラック、2022年 - 2023年、2025年 - ）[83]
- 「Freaks」（Timmy Trumpet & Savage、2024年）[83]

### 代表歴
- 2023 ワールド・ベースボール・クラシック日本代表
- 2024 WBSCプレミア12 日本代表